# Veskimäe
Veskimäe – wieś w Estonii, w prowincji Tartu, w gminie Kastre (do 2017 r. w gminie Mäksa).

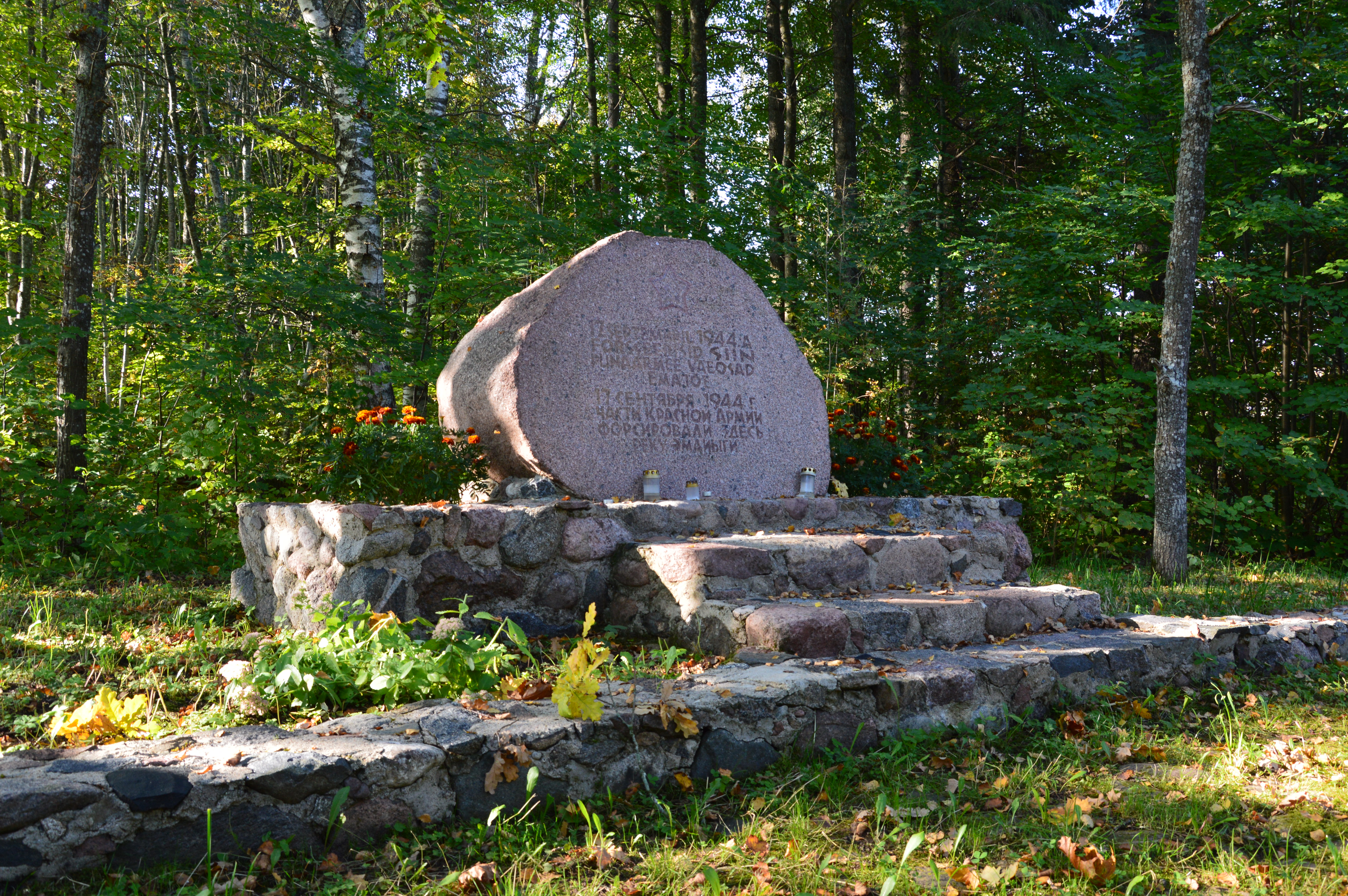
Głaz upamiętniający sforsowanie rzeki Emajõgi przez żołnierzy Armii Czerwonej 17 września 1944 r. (21 września 2014 r.)